# Alireza Sarlak
Alireza Nosratolah Sarlak (in persiano علیرضا سرلک‎; Aligudarz, 30 aprile 1997) è un lottatore iraniano, specializzato nella lotta libera, vicecampione iridati ai mondiali di Oslo 2021.

## Palmarès
| Anno | Manifestazione      | Sede        | Evento | Risultato | Note |
| ---- | ------------------- | ----------- | ------ | --------- | ---- |
| 2017 | Mondiali junior     | Tampere     | 50 kg  | 7º        |      |
| 2018 | Mondiali U23        | Bucarest    | 57 kg  | 11º       |      |
| 2019 | Mondiali U23        | Budapest    | 57 kg  | Bronzo    |      |
| 2020 | Campionati asiatici | Nuova Delhi | 57 kg  | 7º        |      |
| 2021 | Campionati asiatici | Almaty      | 57 kg  | Argento   |      |
| 2021 | Mondiali            | Oslo        | 57 kg  | Argento   |      |